# 流动人口婚育证明
流动人口婚育证明為中華人民共和國發給的一種家庭狀態認證，证明流动人员的身份、婚姻、生育状况、落实节育措施状况、计划生育奖罚情况等便于有关部门对其进行管理。核發者為户籍所在地县级人民政府计划生育行政管理部门或乡镇（街道）计划生育办公室。
流動人口定義為計畫在非戶籍异地居住30日以上，18岁至49岁間。

## 辦證文件
已婚的应持结婚证、查环查孕证明、已生育的持生育服务证、落实节育措施证明，外加本人户口簿、身份证，政策外生育的，需持社会抚养费征收收据等证件。